# مسوکوسم

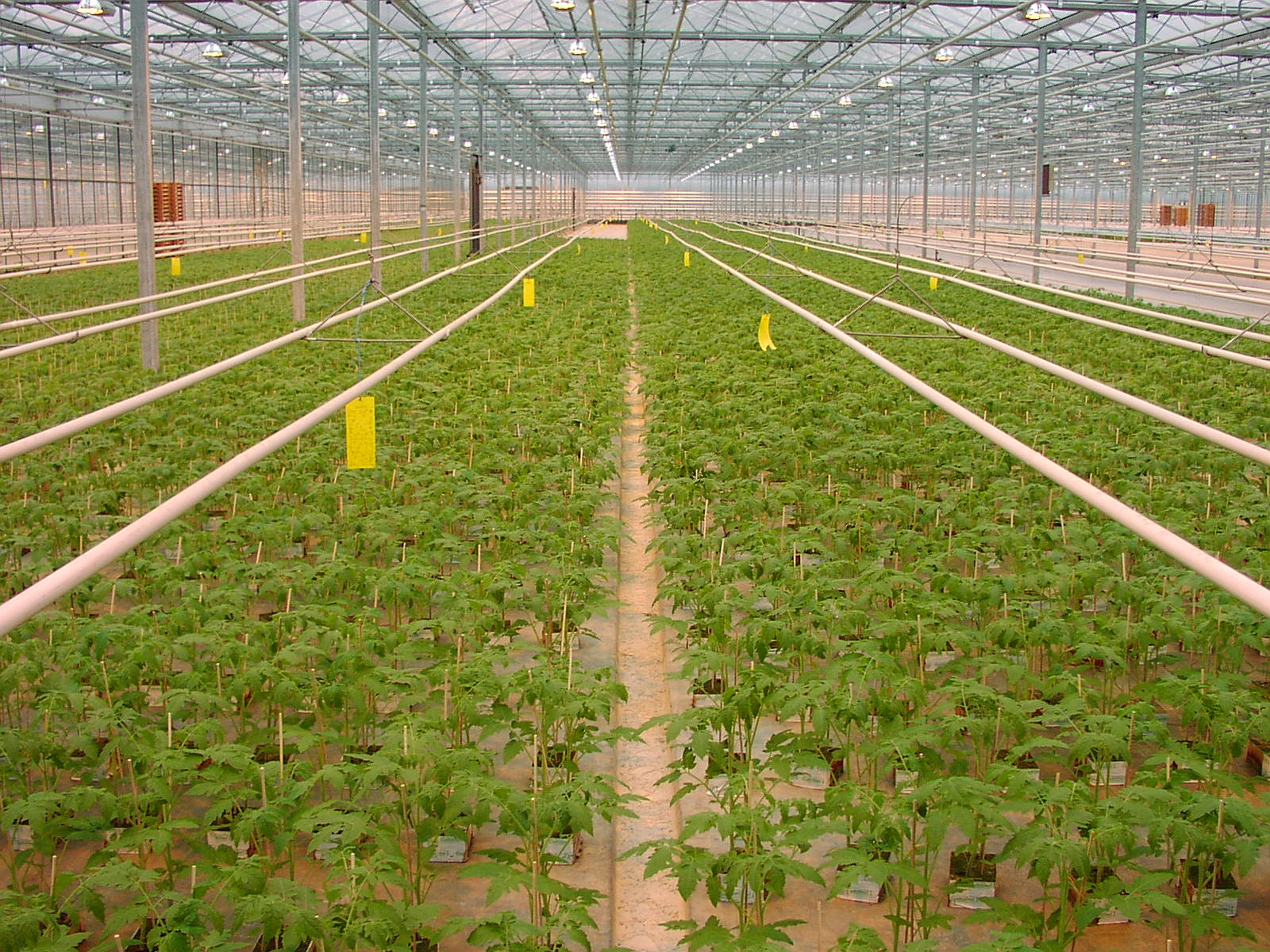
یک مزرعه گوجه فرنگی در هلند

مسوکوسم یا محیط میانی (به انگلیسی: Mesocosm)، یک ابزار تجربی برای کنترل شرایط محیط زیست است که بخش کوچکی از محیط زیست را در شرایط کنترل‌شده ارزیابی می‌کند. در این راه، مسوکوسم یک پیوند بین مطالعات میدانی مشاهده‌شده که در محیط‌های طبیعی اما بدون تکرار انجام می‌شوند و آزمایش‌های کنترل‌شده‌ای که روی آن‌ها صورت می‌گیرد ایجاد می‌کند.
هنگامی که به دنبال یک تجربه آزمایشگاهی هستید، آزمایشگر نمی‌تواند هر احتمال ممکن را که به‌طور معمول در محیط طبیعی روی می‌دهد در نظر بگیرد. مسوکوسم برای ارزیابی اینکه چگونه موجودات یا جوامع، ممکن است به تغییرات زیست‌محیطی واکنش نشان دهند را از طریق دستکاری عمدی متغیرهای محیطی مانند افزایش دما، دی‌اکسید کربن یا سطوح pH استفاده می‌شود.

## مزایا
مزیت مسوکوسم فراهم کردن مطالعات با آنچه که ما در حال حاضر می‌دانیم با عوامل مؤثر مثبت و منفی که ممکن است در ناحیه موضوع مورد علاقه ما تولید شود. دستکاری هر چیزی می‌تواند به ما ایده‌ای بدهد به عنوان اینکه چه انتظاری می‌رود که چیزی در آن اکوسیستم یا محیط اتفاق بیفتد. برای مسوکوسمs داخلی، اتاق‌های رشد به ما اجازه کنترل آزمایش را می‌دهند. شما می‌توانید گیاهانی را در اتاق رشد قرار داده و هوا، درجه حرارت، گرما و نور را دستکاری کرده و اثرات آن را زمانی که به هر یک از این عوامل مقادیر متفاوتی می‌دهید مشاهده کنید.
اگرچه گاهی گلخانه در مطالعات انجام شده در مسوکوسم نقش دارد، اما ممکن است که آب و هوا را تحریک کند در نتیجه، داده‌ها ناکارآمد خواهند شد.

## معایب
استفاده از اتاق رشد برای یک تجربه آزمایشگاهی است که گاهی با توجه به مقدار محدود از فضا، یک نقطه ضعف به حساب می‌آید. نقطه ضعف دیگر استفاده از مسوکوسمs این است که به اندازه کافی از محیط زیست تقلید نمی‌کند که این کار باعث ایجاد ارگانیسمی جهت جلوگیری از انجام یک واکنش خاص در مقابل رفتار طبیعی آن محیط می‌شود.

## نمونه

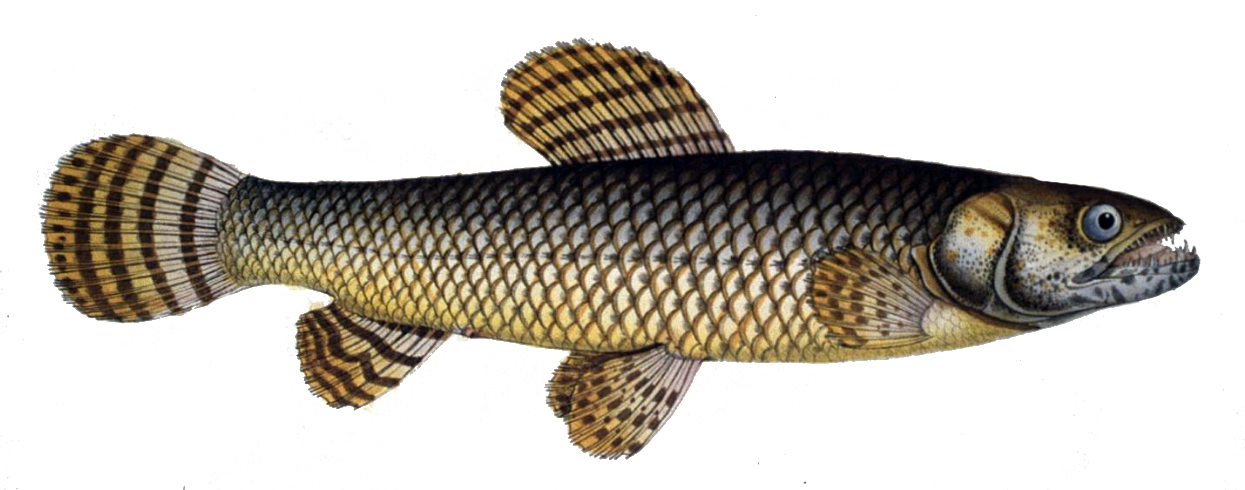
یک گرگ ماهی

1. مازئو و همکارانش به بررسی عادات غذایی گرگ ماهی‌ها (Hoplias malabaricus) هنگامی که در معرض مقادیر مختلف بین فیتوپلانکتون و زئوپلانکتون قرار گرفته‌اند پرداختند. آن‌ها سه ماه قبل از انجام آزمایش، میزان بارش و درجه حرارت هوا را در حالت متوسط قرار داده و محیط نیمه گرم سیری را برای آن‌ها فراهم کردند. آن‌ها با استفاده از ۱۲ واحد استخر آب که با شن و ماسه و دیگر گیاهان پر شده بودند، آن‌ها را تا زمانیکه محیط برای بیرون آمدن فیتوپلانکتون‌ها مناسب شود در انزوا نگه داشتند. پس از آماده‌سازی دقیق، Mazzeo و همکارانش شروع به آزمایش استخرهای تقسیم شده به دسته‌های مختلف (زئوپلانکتون و فیتوپلانکتون) کرده و ۳ آزمایش بر روی آن‌ها انجام دادند: (multidentata Jenynsia با زئوپلانکتون و فیتوپلانکتونها)، (juvenile Hoplias malabaricus با زئوپلانکتون و فیتوپلانکتونها) و (Large Hoplias malabaricus, Jenynsia multidentata با زئوپلانکتون، و فیتوپلانکتون) و تفاوت زیست توده‌ها را در شرایط مختلف مشاهده کردند.
2. فلاناگان و مک کالی، اثرات گرم شدن آب و هوا در غلظت دی‌اکسید کربن را در استخر کم عمق با ایجاد هشت سیلندر استوانه‌ای شکل در مسوکوسمs بررسی کردند. آن‌ها آن را به ۴ گروه کنترل شده در حوضچه‌های دانشگاه کلگری تقسیم کرده و ۴ آزمایش بر روی آن‌ها انجام دادند. آن دسته از ماهی‌هایی که در مسوکوسمهایی که در قسمت پایین دهانه بودند در عمق همان حوضچه غوطه ور شدند. با دقتی که در هر گونه تغییر میزان رسوبات و درجه حرارت داشتند، تولید زئوپلانکتون‌ها و جلبک‌ها با موفقیت انجام شد. پس از دستکاری (پمپاژ گرما به آب)، آن‌ها رسوبات ته حوضچه را برای میزان غلظت دی‌اکسید کربن اندازه‌گیری کردند. پس از جمع‌آوری داده‌ها و تجزیه و تحلیل آن، فلاناگان و مک کالی به این نتیجه رسیدند که با توجه به گرم شدن محیط زیست در حوضچه، دی‌اکسید کربن در محیط اطراف آن افزایش می‌یابد و به‌طور غیرمستقیم تغییرات جزئی در چرخه کربن محیط اکوسیستم به وجود می‌آورد.
3. مسوکوسم‌ها برای مطالعه تأثیر آلاینده‌ها در محیط‌های دریایی مفید بوده و همچنین قابلیت ارائه آزمایش‌های کنترل شده‌ای را دارند که که می‌توانند در محیط دریایی طبیعی انجام شوند. از سال ۱۹۷۶، آزمایشگاه تحقیقات دریایی (MERL) در دانشگاه رود آیلند، شروع به انجام مطالعات آلودگی زیست‌محیطی و مطالعات دریایی تجربی با استفاده از مخازن مسوکوسم کرد.